# Acaroceras cavernosus
Acaroceras cavernosus är en kvalsterart som beskrevs av Balogh 1962. Acaroceras cavernosus ingår i släktet Acaroceras och familjen Microzetidae. Inga underarter finns listade i Catalogue of Life.